# 國家網絡身份認證
国家网络身份认证，是中華人民共和國公安部和中共中央网信办推行的非强制性網絡實名认证方式，通过国家网络身份认证公共服务平台統一向中國網民簽發“网号”和“网证”以非明文方式登记、核验实名身份。据《征求意见稿》，使用此方式实名认证中国互联网服务的網民需要向黨政機關按“最小化和必要性原则”提交個人身份資料申請“网号”和“网证”，不須再向一般企業和網絡平台透露個人明文信息，即可使用相關網絡服務。该政策发布后引起较大争议。

## 背景
2006年欧盟发布《2010泛欧洲电子身份证管理框架路线图 （页面存档备份，存于）》，并建立覆盖整个欧盟的身份管理体系，比利时于2003年发行承载eID的新式身份证，德国于2010年11月发行承载非接触式eID的新式身份证；奥地利已经发行的身份证中没有加载eID，而设置了一个经公共签发机关批准的身份管理系统。2011年4月美国发布网络空间可信身份管理战略，2014年开始在宾夕法尼亚州和密西根州在线测试。2017年8月新加坡宣布建立国家数字身份系统（NDI），2018年2月，澳大利亚数字化改造办公室发布了“可信数字身份框架”。
2012年年底全国人大审议通过的《关于加强网络信息保护的决定》和正在修订的国务院《互联网信息服务管理办法》，为采用安全有效的技术措施识别和验证互联网上公民真实身份提供了基本法律依据。中国由此开始推进电子身份认证。自2004年中国通过《电子签名法》到2016年，已授予资质为公众服务的地区性、行业性CA共30余家，由部委或行业巨头主导，形成了条块割据的局面。但其主要集中在企业领域发行数字证书，面向个人的数字证书总数量不到800万张，由于身份确认困难，全国范围内互通互联障碍及典型应用不足而推进缓慢。
2022年3月，在国务院总理李克强《政府工作报告》重点任务中提到推进身份证电子化，实现通过扫码办理需要用到身份证的服务事项，并保障信息安全和隐私。同时会为不用智能手机的人特别是老人提供便利。
2018年后，独立于身份证、偏向硬件的eID技术与以身份证为根、完全基于软件的CTID技术接管了地方公安局的电子身份认证，二者均已基本成熟。此外，还有北京金融科技产业联盟联合中国金融认证中心推出的U盾虚拟化金融盾应用，以及FIDO、IFAA、SIM盾等等方案。
两种技术还结合多模态或多种生物特征融合技术、区块链等前沿技术发展了可信身份链、实名DID（分布式身份认证）服务等。

### 公民网络电子身份标识（eID）
公安部第三研究所2010年起开发公民网络电子身份标识（eID）技术，由国家发展和改革委员会2010年立项，建立“公安部公民网络身份识别系统”基础设施，并于2013年通过国家密码管理局安全性审查。2012年与中国工商银行合作发行加载eID的金融IC卡，2014年技术成熟并试点。发布时以智能安全IC芯片为载体，作为独立模块集成于金融IC卡、社保卡、市民卡等。2018年，开发SIMeID、与厂商合作移动设备内载eID满足移动端需求；并与腾讯“E证通”合作内测在跨境通关等场景多证合一，实现CTID的二维码验证功能。截至2021年，该研究所称累计发行手机安全芯片、SIM卡、银行卡等eID载体数超过2亿。
eID实现依据中国《电子签名法》，使用SM2加密技术和PKI体系数字证书技术，由上述识别系统签发给公民的网络电子身份标识，能够在不泄露身份信息的前提下在线远程识别身份。eID开通后独立于居民身份证，且有撤销机制，在遗失后通用eID和SIMeID可挂失，加载在手机上的eID可通过新手机开通自动注销原设备eID。金融IC卡上开通eID需要手机号；开通移动设备eID或SIMeID则无需手机号。其可以关联比对输入的姓名、身份证号为应用生成签名提供实名身份认证服务，也可以单独与各应用生成不同唯一标识提供可追溯匿名身份认证服务，或配合已合法持有用户身份信息提供实名身份认证服务，以及无需比对输入的在线签名验签服务。
eID在配合姓名、身份证号提供实名身份认证服务方面，2015年与法大大合作，提供在线电子签约平台实名验证。在单独提供可追溯匿名或实名身份认证服务方面，2014年与航旅纵横合作开发首个移动服务产品，通过将带有eID的IC卡紧贴手机NFC感应区，无需输入身份信息可通过实名认证，并于2018年扩展手机内置eID在线实名认证，于2019年支持长沙机场身份电子证照核验系统；与安保泓物流联盟合作提供电子签名作为物流快递行业签收、派发物品的依据；2015年工商银行江苏省分行与江苏省工商局联合推出eID银行卡工商电子化登记，并于2017年全省全流程推广；2016年与市民云合作提供实名认证服务。在线签名验签服务方面，2015年与360手机助手合作推出银行IC卡eID贴卡验签+短信验证码快速支付功能。

### 地方公安局与互联网公司合作
武汉市公安局与支付宝2016年6月合作开发的“电子身份卡”在武汉城市服务中上线，是国内首个试点“电子身份证”的城市。蚂蚁金服基于人脸识别的实人核验、用户记忆的动态问卷、对于证件真实性的实人核验对持卡人的身份进行三重核实。武汉市公安局在简政放权推动改革中利用互联网+新技术，将办理148项公安业务行政审批和公共服务事项实现基于电子身份证的网上运行，其还适用于在网上预约办理身份证、出入境证件等各类事项时验证身份，及当地酒店办理入住登记、场馆检票、车站机场安检。
南宁市公安局与腾讯公司2016年11月签署互联网+战略合作协议，基于腾讯人脸识别技术，在南宁全市推行身份信息电子化，是腾讯平台首张“电子身份证”。该电子身份证发行于南宁微警务官方微信公众号和App中，后扩展至支付宝城市服务和微信小程序等多个平台及161项服务，同样仅适用于当地开锁、酒店、场馆和车站机场等。

### 可信身份认证平台（CTID）
公安部第一研究所2015年起承建可信身份认证平台（CTID），由中央网信办2015年立项并开展原型试点，2016年列入公安部"互联网+"重大工程并上线1.0版，4月为广州南沙微警认证App提供支持，仍需线下定制终端读取身份证信息，2017年在广东接入微信试点，11月牵头成立中关村安信网络身份认证产业联盟（OIDAA）。2018年4月全国试点，接入支付宝浙江衢州、杭州和福建福州三个城市。7月，全国已累计有19个城市可在支付宝中的部分测试场景下使用CTID“网证”，支付宝公司称领取人数已超过600万人。2018年发布安全二维码与App客户端，2019年扩展支持无NFC功能手机。2019年与建设银行、招商银行合作。2020年联合移动、电信、联通、中信集团共同打造SIM数字身份。截至2020年，平台拥有国内最权威最完整的50多亿条经过密码技术变换形成的居民身份信息脱敏应用数据，覆盖居民身份证、护照、港澳台通行证等。该App客户端已于2023年7月后停止更新。
CTID与同为第一研究所开发的居民身份证共存，以公民身份号码为信任根，将已有身份证信息进行电子化使用。其通过将身份证登记信息作为要素进行映射，形成与实体身份证唯一对应的电子文件“居民身份证网上功能凭证”，并实现了端到端全流程可信认证。其所签发的网证与居民身份证一一对应，将现实社会的法定身份关系映射到线上，并创新性地将网证以线上文件证书和线下动态二维码的方式，实现线上线下的身份融合和管理一体化。
使用CTID网证App客户端时，需 NFC 识别证件或输入姓名、身份证号、身份证有效期，结合人脸识别并绑定手机号设置口令开通并保存到手机。其与公安内网完成实名实人身份验证后，向个人签发基于单个应用的独立的可信数字身份网络标识（PID），可预防网络用户行为被网络应用服务商关联聚合、追踪标记。试点期间使用微警认证与微信网证时，在手机上输入相应身份信息只能获取黑白版本，需实人前往线下定制终端读取身份证信息才能获取完整的彩色版本。支付宝的CTID网证时，通过支付宝客户端指纹或者刷脸验证，证明是本人后才能进入到网证页面；在打开二维码时，还要再次刷脸验证，以保证设备遗失时的安全性。
2017年11月22日至24日浙江烏鎮網際網路大會，中國公安部門推出一種全新的證件“網證”，全名叫「居民身份網路可信憑證」（英語：Cyber Trusted Identity），根據中國公安部說法，這種憑證是基於法定身分證件數據，使用國密演算法加密，由CTID平臺對法定身份證件上的訊息進行數據脫敏演算法，與法定身份證件一一映射的數據文件，由CTID平臺簽發給個人的網路身份憑證。中國公安部亦承認，該憑證對防止其他用戶以及人員竊取用戶信息有保護隱私的作用，但假設中國公安部和中國網路信息主管部門需要時是可以隨時調用，中國民眾輸入網證登錄上網，將會處於中國主管部門的監控之下，等同於隱私是由國家掌控。
2018年，CTID平台为国家政务服务平台提供实名实人认证，2020年3月支持全国一体化政务服务平台健康码。CTID网证与许多国家和地方政务相关平台实现对接，包括中国政府网、国务院 APP、公安部政务服务平台、国家市场监管总局企业登记身份管理、国家移民局互联网“便民服务”、交管12123、净网2019行动等。蚂蚁金服表示，证件电子化已经是一种行业趋势，此前已经有不少城市和支付宝合作上线了电子社保卡、电子居住证、电子驾驶证、电子行驶证、电子营业执照等电子证件。

## 政策

### 出台前
2017年6月1日施行的《中华人民共和国网络安全法》第二十四条提到“国家实施网络可信身份战略，支持研究开发安全、方便的电子身份认证技术，推动不同电子身份认证之间的互认”；2021年11月1日起施行的《中华人民共和国个人信息保护法》第六十二条提到“国家网信部门统筹协调有关部门依据本法推进下列个人信息保护工作：（三）支持研究开发和推广应用安全、方便的电子身份认证技术，推进网络身份认证公共服务建设”；2022年12月1日起施行的《中华人民共和国反电信网络诈骗法》第三十三条提到“国家推进网络身份认证公共服务建设，支持个人、企业自愿使用，电信业务经营者、银行业金融机构、非银行支付机构、互联网服务提供者对存在涉诈异常的电话卡、银行账户、支付账户、互联网账号，可以通过国家网络身份认证公共服务对用户身份重新进行核验”。

### 正式发布
2024年7月26日，中華人民共和國公安部和国家互联网信息办公室以強化公民個人信息保護為由，發佈關於《國家網絡身份認證公共服務管理辦法（徵求意見稿）》，相關的法律法規是根據2017年起施行的《網絡安全法》、2021年起施行的《數據安全法》、2021年起施行的《個人信息保護法》、2022年起施行的《反電信網絡詐騙法》等。
2025年5月23日，公安部、国家互联网信息办公室、民政部、文化和旅游部、国家卫生健康委员会、国家广播电视总局六部门联合公布《国家网络身份认证公共服务管理办法》，自7月15日起施行。《办法》规定，申领网号、网证采取自愿性质，不满十四周岁的自然人申领应当取得其父母或者其他监护人同意，并由其父母或者其他监护人代为申领；已满十四周岁未满十八周岁的自然人申领应当在其父母或者其他监护人的监护下申领。

## 争议和意见
「網號」、「網證」政策出台後，有人認為由黨政機關統一管理個人資料可以有效減少信息洩漏，保障個人隱私，打击电信诈骗，但也有不少反對聲音，認為是加強網絡審查和監控，侵犯個人權利。清華大學法學院教授勞東燕公開發文反對中央政策，形容新政是為每個網民安裝監視器，她批評官方的文章隨即被刪除，微博被禁言；清華大學哲學系教授黃裕生也公開發文批評政策是嚴密監控國民，猶如走回戰國時期的「編戶齊民」，與中共中央總書記習近平強調的「中國式現代化」背道而馳，他批評官方的文章隨即被刪除，微博被禁言。亦有人认为相关法律和实名制管理后反而导致电信诈骗犯获得实名信息，加剧其影响。
2024年8月23日，新华社在征求意见反馈截止时间25日前，发布《网号、网证热点六问》，引用公安部第一研究所研究员于锐介绍：“……原有的身份认证方式仍可继续使用，没有网号、网证也可正常上网”。8月27日，公安部副部长亓延军出席国新办“推动高质量发展”系列主题新闻发布会答记者问中，请治安管理局局长仇保利回复了荷兰广播电视协会记者的相关问题，在说明中重复了上述内容。

## 应用
据中国App Store显示，中华人民共和国公安部作为开发者的“国家网络身份认证”App最早于2023年6月27日上线，在《办法（征求意见稿）》发布后于2024年7月31日更新最新1.2.25版App；小米应用商店显示信息相同的App更新于7月31日。在App中申领网证需要一部有 NFC 功能的手机（iOS 或安卓），进行证件 NFC 识别和人脸识别并关联手机号；8 岁及以上未成年人申请网证，则需要进行监护人身份核验。
2024年8月1日，已有67 个 App 启动“网络身份证”试点，包括部分政务 App 和互联网 App，如国家政务服务平台和四川、山东、江苏等地方政务服务App、中国铁路 12306、淘宝、微信、小红书、QQ 等。
2024年8月28日，据第一财经报道，安徽“皖事通”App引入国家网络身份认证，原支付宝认证已取消：登录页面左下角显示“国家网络身份认证”或者是“电子社保卡”，原先的“支付宝”认证已经被取消。此外，App系统还提示，上述页面不支持截屏，“由于应用限制，该界面无法截屏”；在支付宝上，目前仍然可以登录“皖事通”小程序，但也加入了“网证助手”功能。
当晚，皖事通官方微信公众号回应称，在完成优化升级后将恢复快捷登录方式。《关于皖事通APP快捷登录功能优化升级的公告》称，皖事通App快捷登录功能优化升级期间，通过快捷登录方式进入皖事通App的用户将受到影响。在优化升级完成后快捷登录方式将恢复。
截至2025年5月，“国家网络身份认证”App累计下载量已超1600万次，用户数量达600万人，已提供认证服务逾1250万次。

## 注脚
1. ↑  使用中国互联网服务（浏览外）一律需要间接手机实名制注册，部分服务需要进一步用居民身份证严格实名制。